# Bump Ahead
Albums de Mr. Big
Raw Like Sushi II
(1992) Japandemonium: Raw Like Sushi 3
(1993)
Bump Ahead est le troisième album du groupe de hard rock Mr. Big. La piste 14 est une chanson bonus dans l'édition japonaise. La piste 5 est une reprise de Wild World de Cat Stevens et la piste 11 une reprise de Mr. Big de Free.

## Liste des titres
1. "Colorado Bulldog" - 4:14
2. "Price You Gotta Pay" - 3:55
3. "Promise Her the Moon" - 4:07
4. "What's It Gonna Be" - 3:54
5. "Wild World" - 3:27
6. "Mr. Gone" - 4:35
7. "The Whole World's Gonna Know" - 3:53
8. "Nothing But Love" - 3:58
9. "Temperamental" - 4:55
10. "Ain't Seen Love Like That" - 3:31
11. "Mr. Big" - 4:16
12. "Long Way Down" - 3:48 (Japanese bonus track)

## Membres
- Eric Martin – Chant
- Paul Gilbert – Guitare
- Billy Sheehan – Guitare basse
- Pat Torpey – Batterie